# Hôtel de ville d'Oslo
L’hôtel de ville d'Oslo (norvégien : Oslo rådhus) abrite l'administration de la ville d'Oslo en Norvège, mais également des ateliers et galeries d'art.
Conçu par les architectes Arnstein Arneberg et Magnus Poulsson dans le quartier de Pipervika, la construction de ce bâtiment d'architecture expressionniste en brique a commencé en 1931, mais a été interrompue par le déclenchement de la Seconde Guerre mondiale. L'inauguration officielle eut lieu en 1950.
Le prix Nobel de la paix y est remis chaque année.
L'emblème des Jeux olympiques d'hiver de 1952, organisés à Oslo, représente l'hôtel de ville.